# 우다군

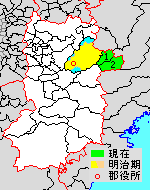
나라현 우다군의 범위 (1.소니촌 2.미쓰에촌 하늘색: 후에 다른 군에서 편입한 구역)

우다군(일본어: 宇陀郡, うだぐん)은 일본 나라현(야마토국)에 있는 군이다.
인구 2,422명, 면적 127.34km², 인구밀도 19명/km².(2025년 3월 1일, 추계인구)
이하 2촌으로 구성된다.
- 소니촌(曽爾村)
- 미쓰에촌(御杖村)

## 군역
1880년 행정 구역으로 발족 당시의 군역은 위의 2정 외에 우다시의 대부분에 해당한다.

## 역사

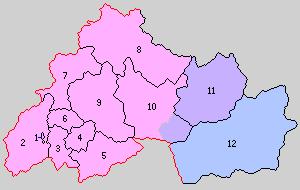
1.마쓰야마정 2.간베촌 3.세이시촌 4.우타촌 5.우카시촌 6.이나사촌 7.하이바라촌 8.산본마쓰촌 9.우치마키촌 10.무로촌 11.소니촌 12.미쓰에촌 (분홍: 우다시 보라: 소니촌 파랑: 미쓰에촌)

- 1889년 4월 1일 - 정촌제 시행으로, 아래의 정촌이 발족. 따로 적은 경우 외는 현 우다시.(1정 11촌)
  - 마쓰야마정(松山町)
  - 간베촌(神戸村)
  - 세이시촌(政始村)
  - 우타촌(宇太村)
  - 우카시촌(宇賀志村)
  - 이나사촌(伊那佐村)
  - 하이바라촌(榛原村)
  - 산본마쓰촌(三本松村)
  - 우치마키촌(内牧村)
  - 무로촌(室生村): 현 소니촌, 우다시
  - 소니촌(曽爾村)(현존)
  - 미쓰에촌(御杖村)(현존)
- 1893년 9월 29일 - 하이바라촌이 정제 시행으로 하이바라정(榛原町)이 됨.(2정 9촌)
- 1935년 4월 29일 - 우타촌이 정제 시행으로 우타정(宇太町)이 됨.(3정 9촌)
- 1942년 2월 11일 - 마쓰야마정·간베촌·세이시촌이 요시노군 가미류몬촌과 합병하여 오우다정(大宇陀町)이 발족.(3정 7촌)
- 1954년
  - 7월 1일 - 하이바라정이 이나사촌 및 시키군 사쿠라이정의 일부를 편입.(3정 6촌)
  - 10월 1일 - 무로촌의 일부가 소니촌에 편입.
- 1955년
  - 2월 11일 - 산본마쓰촌·무로촌이 야마베군 히가시사토촌과 합병하여 새로이 무로촌이 발족.(3정 5촌)
  - 4월 1일 - 우치마키촌이 하이바라정에 편입.(3정 4촌)
- 1956년 8월 1일 - 우타정·우카시촌이 합병하여, 우타노정(菟田野町)이 발족.(3정 3촌)
- 1969년 4월 1일 - 사쿠라이시의 일부가 하이바라정에 편입.
- 2006년 1월 1일 - 오우다정·우타노정·하이바라정·무로촌이 합병하여, 우다시(宇陀市)가 발족, 군에서 이탈.(2촌)